# Văzul la păsări
Păsările sunt animale vizuale, ele au nevoie de o vedere bună pe tot parcursul zborului. Astfel, în comparație cu corpul, masa relativă a ochiului păsării este cea mai mare comparativ cu alte vertebrate. La păsări, masa ochiului ocupă 15%-30% din masa capului (la om ocupă 0,5%).